# Peritonsillarabszess
Unter einem Peritonsillarabszess versteht man eine Abszessbildung in dem die Gaumenmandel umgebenden lockeren Bindegewebe. Der Peritonsillarabszess ist die häufigste Komplikation entzündlicher Mandelerkrankungen.

## Entstehung und Verlauf
In der Vorgeschichte von Peritonsillarabszessen finden sich häufig mehrere frühere Anginen.
Der Peritonsillarabszess tritt überwiegend direkt im Gefolge einer akuten Mandelentzündung (Angina) auf, er kann sich jedoch auch ohne vorausgehende akute Symptomatik aus einer chronischen Tonsillitis entwickeln. Während bei einer Angina der Entzündungsprozess auf die Mandeln beschränkt bleibt, dringt beim Peritonsillarabszess die Entzündung durch die Kapsel der Mandel in das umgebende lockere Bindegewebe und führt dort zu einer Eiteransammlung. Überwiegend nehmen die Abszesse vom oberen Mandelabschnitt ihren Ausgang, weshalb sie sich meistens oberhalb der Mandel ausbreiten. Neben den in der Regel ursächlichen Streptokokken finden sich im Eiter regelmäßig auch anaerobe Keime, die für den üblen Geruch des Eiters verantwortlich sind. Unbehandelt bricht der Peritonsillarabszess nach fünf bis zehn Tagen durch den vorderen Gaumenbogen vor der Mandel oder den weichen Gaumen oberhalb der Mandel durch, und es entleert sich reichlich stinkender Eiter, worauf es im unkomplizierten Fall zur Abheilung kommt.
Ein Peritonsillarabszess kann aber auch Ausgangspunkt schwerer Komplikationen sein wie Abszesse der Halslymphknoten, Ausbreitung der Entzündung entlang der Gefäßscheide des Halses mit Entwicklung einer Thrombophlebitis und der Gefahr einer Sepsis sowie das Lemierre-Syndrom. Besonders gefürchtet ist eine Ausbreitung der Entzündung in den Spatium peripharyngeum, weil dieser ohne Grenze mit dem Mediastinum in Verbindung steht und sich die Entzündung auf diesem Wege leicht in den Brustraum ausbreiten kann.

## Symptome und Diagnose
Geht, wie meistens, eine Angina voraus, kommt es nach anfänglicher Besserung zu einem Wiederanstieg des Fiebers und zu außerordentlich heftigen Halsschmerzen auf der Seite des sich entwickelnden Abszesses. Besonders das Schlucken wird fast unmöglich und führt zu starken, in die Ohrgegend ausstrahlenden Schmerzen, sodass häufig die Nahrungsaufnahme verweigert wird. Meistens tritt auch eine entzündliche Kieferklemme auf, sodass der Mund nur noch wenig geöffnet werden kann. Typisch sind auch ein übler Mundgeruch und eine „kloßige“ Sprache. Die regionären Lymphknoten im Kieferwinkel sind geschwollen und schmerzhaft.
Die Untersuchung ist wegen der Kieferklemme erschwert, man sieht eine gerötete starke Vorwölbung des vorderen Gaumenbogens und des Gaumensegels. Das Zäpfchen ist typischerweise geschwollen und von der Mittellinie nach der Gegenseite verdrängt. Die Mandel selber ist häufig vom geschwollenen Gaumenbogen verdeckt.
Die Diagnose ergibt sich aus der typischen Symptomatik und dem typischen Lokalbefund.

## Behandlung
Bei einem Peritonsillarabszess sollte eine Einzelfallentscheidung anhand des Erstauftretens, eines Rezidivs und der allgemeinen Symptomatik getroffen werden. Eine Inzisionsdrainage oder Nadelpunktion stellt beim unkomplizierten Erstereignis nach Herzon eine komplikationsarme Therapievariante dar. Johnson fand 2003 bei seiner evidenzbasierten Literaturauswertung keine Überlegenheit einer der beiden Methoden Inzision oder Tonsillektomie. Stuck (2005) empfiehlt aufgrund einer Metaanalyse von Studien bei unkompliziertem Bild zunächst eine Inzision, ansonsten eine sofortige Tonsillektomie, bei beiden Verfahren eine Antibiotikagabe über mind. 1 Woche.
Die Empfehlung der im August 2015 veröffentlichten AWMF-Leitlinie lautet (Zitat): Zur Therapie des Peritonsillarabszesses haben sich Nadelpunktion, Inzisionsdrainage und Abszesstonsillektomie (Tonsillektomie à chaud) als wirksam erwiesen. Bei der Auswahl des Therapieverfahrens soll die Kooperationsfähigkeit des Patienten berücksichtigt werden. Die simultane Antibiotikatherapie soll durchgeführt werden. Die Abszesstonsillektomie ist zu bevorzugen, wenn Komplikationen durch den Peritonsillarabszess eingetreten sind oder wenn alternative Therapieverfahren erfolglos waren. Die simultane Tonsillektomie auf der Gegenseite sollte nur bei der oben aufgeführten Empfehlung zur Tonsillektomie oder Hinweisen auf einen bilateralen Peritonsillarabszess erfolgen. Der Nadelpunktion/Inzisionsdrainage ist der Vorzug zu geben, wenn Komorbiditäten, erhöhtes OP-Risiko oder Gerinnungsstörungen vorliegen. Eine Intervall-Tonsillektomie (ITE) sollte nicht erfolgen, da es keine Studien gibt, die einen Vorteil durch die ITE zeigen. Außerdem sind Peritonsillarabszess-Rezidive nach Nadelpunktion und/oder Inzisionsdrainage selten.